# 斯帕塔-阿尔泰米扎
斯帕塔-阿尔泰米扎（希臘語：Σπάτα-Αρτέμιδα）是希腊阿提卡大區东阿提卡专区的市镇，行政中心为斯帕塔。市镇面积为73.695平方公里，2021年人口数量为34,915人。
此市镇设立于2011年地方政府改革中，由原两个市镇合并而成，原市镇则成为此市镇的两个市区。